# Allan Briggs
Allan Lindsay Briggs (Bridgeport, Connecticut, 14 de febrer de 1873 - Vineyard Haven, Massachusetts, 12 de novembre de 1951) va ser un tirador estatunidenc que va competir a començaments del segle xx.
El 1912 va prendre part en els Jocs Olímpics d'Estocolm, on va disputar quatre proves del programa de tir. Guanyà la medalla d'or en la prova de rifle militar per equips, fou quart en rifle lliure, 600 metres, vint-i-cinquè en rifle militar, 3 posicions i trenta-cinquè en rifle lliure, 300 metres tres posicions.